# زمین بند (کهنوج)
زمین بند، روستایی در دهستان دهکهان بخش مرکزی شهرستان کهنوج در استان کرمان ایران است.

## جمعیت
بر پایه سرشماری عمومی نفوس و مسکن در سال ۱۳۹۵، جمعیت این روستا برابر با ۴۷۱ نفر (۱۲۸ خانوار) بوده‌است.